# Aleksas
Aleksas ist ein männlicher litauischer Vorname, abgeleitet von Alex. Die weibliche Form ist Aleksė.

## Namensträger
- Aleksas Butkus (* 1953), Politiker,  Vizeminister für Landwirtschaft
- Aleksas Varna (* 1948), Politiker, Vizebürgermeister von Panevėžys